# Surviliškis
Surviliškis (ryska: Сурвилишкес) är en ort i Litauen. Den ligger i den centrala delen av landet, 120 km nordväst om huvudstaden Vilnius. Surviliškis ligger 54 meter över havet och antalet invånare är 376.
Terrängen runt Surviliškis är mycket platt. Runt Surviliškis är det ganska glesbefolkat, med 42 invånare per kvadratkilometer. Närmaste större samhälle är Kėdainiai, 18,3 km söder om Surviliškis. Trakten runt Surviliškis består till största delen av jordbruksmark.